# Floriano Arresti
Floriano Maria Arresti (Bologna, 15 dicembre 1667 – Bologna, 1717) è stato un compositore, clavicembalista e organista italiano.

## Biografia
Nacque a Bologna il 15 dicembre 1667. Studiò musica con il padre Giulio Cesare Arresti, organista a San Petronio. Il 6 aprile 1684 fu aggregato all'Accademia Filarmonica di Bologna. Nel 1689 si recò a Roma, dove studiò con Bernardo Pasquini. Nello stesso anno divenne anche organista della collegiata di S. Lorenzo a S. Oreste al Monte Soratte, nei pressi di Roma, mantenendo questo posto fino al 1691.
Dal 1703 fino alla morte fu organista della cattedrale di S. Pietro a Bologna.
Nel 1715 fu eletto principe dell'Accademia Filarmonica.
Compose opere e oratori dei quali restano soltanto i libretti. Manoscritte si conservano alcune sue cantate a voce sola.

## Composizioni
Oratori
- Abigail (libretto G. Santori; Roma, Oratorio del Crocifisso, 1701)
- Mater Machabaeorum (libretto F.M. Lorenzini;[2] Roma, Oratorio del Crocifisso, 1704)
- La decollazione del santo precursore Giovanni Battista (libretto di G.B. Grappelli; Bologna, Casa Orsi, 1708)
- Zoe e Nicostrato convertiti da s. Sebastiano martire (libretto di G.B. Taroni; Bologna, chiesa della confraternita dei SS. Sebastiano e Rocco 1708 e 1710)
- Il zelo trionfante di s. Filippo Neri nella conversione dell'anime traviate (Bologna, Oratorio dei Filippini, 1710)
- Giuditta (Bologna, Oratorio dei Filippini, 1717)
- Jezabelle (in collaborazione con Giacomo Cesare Predieri, libretto di G.B. Neri; Bologna, Oratorio dei Filippini, 1719)

Opere
- L'enigma disciolto (libretto di G.B. Neri; Bologna, Teatro Formagliari, 1710; Lugo 1711)
- Con l'inganno si vince l'inganno (Bologna, Teatro Angelelli, 1710)
- Crisippo (libretto di G. Braccioli; Ferrara, Teatro Bonaccossi, 1710; Bologna, Teatro Angelelli, 1710)
- La costanza in cimento con la crudeltà (libretto di G. Braccioli; Venezia, Teatro S. Angelo, 1712; Bologna, Teatro Marsigli-Rossi, 1715)
- Il trionfo di Pallade in Arcadia (libretto di O. Mandelli; Bologna, Teatro Marsigli-Rossi, 1716)

Cantate
- Vedi che cara pena, per contralto e basso continuo (Bologna, Museo internazionale e Biblioteca della musica, DD.48)
- Sdegno ed amor in me, per contralto e basso continuo (Bologna, Museo internazionale e Biblioteca della musica, DD.48)
- Agitato il cor mi sento, per soprano e basso continuo (Padova, Biblioteca Antoniana, D.I.1367)
- Se per voi seno adorato, per contralto e basso continuo (Padova, Biblioteca Antoniana, D.I.1367)